# Colonia Bergthal
Colonia Bergthal ist eine Streusiedlung im Departamento Santa Cruz im Tiefland des südamerikanischen Andenstaates Bolivien.

## Lage im Nahraum
Colonia Bergthal ist eine ländliche Ortschaft im Kanton Pailón im Municipio Pailón in der Provinz Chiquitos. Die Siedlung erstreckt sich auf einer Höhe von etwa 274 m in dem landwirtschaftlich intensiv genutzten Gebiet über eine Fläche von 73,7 Quadratkilometern und wird von 151 Familien bewohnt. Sie wurde im Jahr 1986 als Zusammenschluss verschiedener mennonitischer Kleingemeinden gegründet.

## Geographie
Colonia Bergthal liegt in der Region Chiquitania zwischen den Schwemmlandebenen des Río Piraí und des Río Grande im Westen und den Chiquitos-Hügelländern im Osten. Das Klima ist semihumid, die Temperaturen schwanken im Tagesverlauf und im Jahresverlauf nur unwesentlich.
Die Jahresdurchschnittstemperatur liegt bei 24 bis 25 °C, mit monatlichen Durchschnittstemperaturen zwischen knapp 27 °C im Dezember und Januar und unter 21 °C im Juni und Juli (siehe Klimadiagramm Pailón). Der Jahresniederschlag beträgt rund 950 mm, der Trockenzeit von Juli bis September steht eine ausgeprägte Feuchtezeit von November bis Februar gegenüber, in der die Monatswerte bis 140 mm erreichen.

## Verkehrsnetz
Colonia Berthal liegt in einer Entfernung von 172 Straßenkilometern östlich von Santa Cruz, der Hauptstadt des Departamentos.
Von Santa Cruz aus führt die asphaltierte Nationalstraße Ruta 4/Ruta 9 in östlicher Richtung über Cotoca nach Puerto Pailas, überquert den Río Grande und teilt sich 14 Kilometer später in Pailón. Von hier aus führt die Ruta 4 auf 587 Kilometern über Cañada Larga, Tres Cruces und Pozo del Tigre bis Puerto Suárez an der brasilianischen Grenze. Knapp zwei Kilometer östlich von Pozo del Tigre zweigt eine unbefestigte Nebenstraße ab und führt anderthalb Kilometer nach Norden, dann fährt man zwei Kilometer nach Osten zur „Agronomía Floral“ bei der ein Abzweig nach Norden führt, dem man 19 Kilometer folgt. Von dort aus liegt Colonia Bergthal noch einmal acht Kilometer weiter westlich.

## Bevölkerung
Die Einwohnerzahl der Siedlung ist in dem Jahrzehnt zwischen den beiden letzten Volkszählungen um etwa zwei Drittel angestiegen:
| Jahr | Einwohner         | Quelle       |
| ---- | ----------------- | ------------ |
| 1992 | keine Detaildaten | Volkszählung |
| 2001 | 499               | Volkszählung |
| 2012 | 865               | Volkszählung |
| 2024 |                   | Volkszählung |